# Mano Menezes
Luiz Antonio Venker de Menezes sau Mano Menezes (n. 11 iunie 1962, Passo do Sobrado, Rio Grande do Sul, Brazilia) este un antrenor de fotbal. Porecla lui vine din copilărie, când sora lui l-a numit „de mână”, un termen popular portughez care înseamnă „frate”.
A început cariera în fotbal ca fundaș pentru Guarani de Venancio Aires la sfârșitul anilor 1970 și începutul anilor 1980. A renunțat la cariera de jucător pentru a deveni antrenor, începându-și activitatea la SESI, Rio Grande do Sul, înainte de le antrena pe  Guarani de Venancio Aires, Juventude și Internacional (și la Cruzeiro cu Paulo Autuori în 1997 pentru o perioadă scurtă de timp). În prezent este antrenorul celor de la Flamengo.

## Palmares
Grêmio
- Campeonato Brasileiro Série B: 2005
- Campeonato Gaúcho: 2006, 2007

Corinthians
- Campeonato Brasileiro Série B: 2008
- Campeonato Paulista: 2009
- Copa do Brasil: 2009

## Statistici antrenorat

### Rezultate cu Brazilia
| 1    | august 10, 2010     | New Jersey, SUA                  | Statele Unite ale Americii | 2–0           | Neymar și Alexandre Pato                                        | Meci amical                  |
| 2    | septembrie 7, 2010  | Sant Joan Despí, Spania          | Barcelona B                | 3–0           | Lucas Leiva, Alexandre Pato și Fernandinho                      | Amical neoficial             |
| 3    | octombrie 7, 2010   | Abu Dhabi, Emiratele Arabe Unite | Iran                       | 3–0           | Daniel Alves, Alexandre Pato și Nilmar                          | Meci amical                  |
| 4    | octombrie 11, 2010  | Derby, Anglia                    | Ucraina                    | 2–0           | Daniel Alves și Alexandre Pato                                  | Meci amical                  |
| 5    | noiembrie 17, 2010  | Doha, Qatar                      | Argentina                  | 0–1           |                                                                 | Meci amical                  |
| 2011 |                     |                                  |                            |               |                                                                 |                              |
| 6    | februarie 9, 2011   | Saint-Denis, Franța              | Franța                     | 0–1           |                                                                 | Meci amical                  |
| 7    | martie 27, 2011     | London, Anglia                   | Scoția                     | 2–0           | Neymar (2)                                                      | Meci amical                  |
| 8    | iunie 4, 2011       | Goiânia, Brazilia                | Țările de Jos              | 0–0           |                                                                 | Meci amical                  |
| 9    | iunie 7, 2011       | São Paulo, Brazilia              | România                    | 1–0           | Fred                                                            | Meci amical                  |
| 10   | iulie 3, 2011       | La Plata, Argentina              | Venezuela                  | 0–0           |                                                                 | 2011 Copa América            |
| 11   | iulie 9, 2011       | Córdoba, Argentina               | Paraguay                   | 2–2           | Fred și Jádson                                                  | 2011 Copa América            |
| 12   | iulie 13, 2011      | Córdoba, Argentina               | Ecuador                    | 4–2           | Alexandre Pato (2) and Neymar (2)                               | 2011 Copa América            |
| 13   | iulie 17, 2011      | La Plata, Argentina              | Paraguay                   | 0–0 (0–2 PSO) |                                                                 | 2011 Copa América            |
| 14   | august 10, 2011     | Stuttgart, Germania              | Germania                   | 2–3           | Robinho și Neymar                                               | Meci amical                  |
| 15   | septembrie 5, 2011  | Fulham, Anglia                   | Ghana                      | 1–0           | Leandro Damião                                                  | Meci amical                  |
| 16   | septembrie 14, 2011 | Córdoba, Argentina               | Argentina                  | 0–0           |                                                                 | Superclásico de las Américas |
| 17   | septembrie 28, 2011 | Belém, Brazilia                  | Argentina                  | 2–0           | Lucas și Neymar                                                 | Superclásico de las Américas |
| 18   | octombrie 11, 2011  | Estadio Corona, Mexic            | Mexic                      | 2–1           | Ronaldinho și Marcelo                                           | Meci amical                  |
| 19   | noiembrie 10, 2011  | Stade Omar Bongo, Gabon          | Gabon                      | 2–0           | Sandro și Hernanes                                              | Meci amical                  |
| 20   | noiembrie 14, 2011  | Ahmed bin Ali Stadium, Al Rayyan | Egipt                      | 2–0           | Jonas (2)                                                       | Meci amical                  |
| 2012 |                     |                                  |                            |               |                                                                 |                              |
| 21   | februarie 28, 2012  | AFG Arena, Elveția               | Bosnia și Herțegovina      | 2–1           | Marcelo și Saša Papac (OG)                                      | Meci amical                  |
| 22   | mai 26, 2012        | Volksparkstadion, Danemarca      | Danemarca                  | 3–1           | Hulk (2) and Niki Zimling (OG)                                  | Meci amical                  |
| 23   | mai 30, 2012        | FedExField, USA                  | Statele Unite ale Americii | 4–1           | Neymar (P), Thiago Silva, Marcelo and Alexandre Pato            | Meci amical                  |
| 24   | iunie 3, 2012       | Cowboys Stadium, SUA             | Mexic                      | 0–2           |                                                                 | Meci amical                  |
| 25   | iunie 9, 2012       | MetLife Stadium, SUA             | Argentina                  | 3–4           | Rômulo, Oscar și Hulk                                           | Meci amical                  |
| 26   | august 14, 2012     | Råsunda Stadium, Suedia          | Suedia                     | 3–0           | Leandro Damião și Alexandre Pato (2)                            | Meci amical                  |
| 27   | septembrie 7, 2012  | Estádio do Morumbi, Brazilia     | Africa de Sud              | 1–0           | Hulk                                                            | Meci amical                  |
| 28   | septembrie 10, 2012 | Estádio do Arruda, Brazilia      | China                      | 8–0           | Ramires, Neymar (3), Lucas, Hulk, Liu Jianye (OG) and Oscar (P) | Meci amical                  |
| 29   | septembrie 19, 2012 | Estádio Serra Dourada, Brazilia  | Argentina                  | 2–1           | Paulinho și Neymar (P)                                          | Superclásico de las Américas |
| 30   | octombrie 11, 2012  | Swedbank Stadion, Suedia         | Irak                       | 6–0           | Oscar (2), Kaká, Hulk, Neymar și Lucas                          | Meci amical                  |
| 31   | octombrie 16, 2012  | Stadion Miejski, Polonia         | Japonia                    | 4–0           | Paulinho, Neymar (2) and Kaká                                   | Meci amical                  |
| 32   | noiembrie 14, 2012  | MetLife Stadium, SUA             | Columbia                   | 1–1           | Neymar                                                          | Meci amical                  |
| 33   | noiembrie 21, 2012  | La Bombonera, Argentina          | Argentina                  | 1–2 (4–3 PSO) | Fred                                                            | Superclásico de las Américas |

#### Rezultate cu Brazilia U-23
| # | Data            | Stadion                          | Oponent        | Rezultat | Marcatori                        | Competiția                 |
| - | --------------- | -------------------------------- | -------------- | -------- | -------------------------------- | -------------------------- |
| 1 | iulie 20, 2012  | Riverside Stadium, Anglia        | Marea Britanie | 2–0      | Sandro și Neymar                 | Meci amical                |
| 2 | iulie 26, 2012  | Millennium Stadium, Țara Galilor | Egipt          | 3–2      | Rafael, Leandro Damião și Neymar | Jocurile Olimpice din 2012 |
| 3 | iulie 29, 2012  | Old Trafford, Anglia             | Belarus        | 3–1      | Alexandre Pato, Neymar și Oscar  | Jocurile Olimpice din 2012 |
| 4 | august 1, 2012  | St James' Park, Anglia           | Noua Zeelandă  | 3–0      | Danilo, Leandro Damião și Sandro | Jocurile Olimpice din 2012 |
| 5 | august 4, 2012  | St James' Park, Anglia           | Honduras       | 3–2      | Leandro Damião (2) și Neymar     | Jocurile Olimpice din 2012 |
| 6 | august 7, 2012  | Old Trafford, Anglia             | Coreea de Sud  | 3–0      | Rômulo și Leandro Damião (2)     | Jocurile Olimpice din 2012 |
| 7 | august 11, 2012 | Wembley Stadium, Anglia          | Mexic          | 1–2      | Hulk (fotbalist)                 | Jocurile Olimpice din 2012 |